# Episteme sectinotis
Episteme sectinotis là một loài bướm đêm trong họ Noctuidae.